# Sanjeev Bhaskar
Sanjeev Bhaskar (Ealing, 28 giugno 1964) è un attore britannico di origine indiana.
È conosciuto per il suo lavoro nelle serie della BBC, Goodness Gracious Me e come ospite in The Kumars at No. 42. Fu anche presentatore e protagonista di una serie di documentari chiamato India con Sanjeev Bhaskar.
Nel 2003 è stato elencato dal The Observer come uno dei 50 più divertenti attori della commedia britannica. Nel 2005 divenne Ufficiale dell'Ordine dell'Impero Britannico (OBE) e nel 2009 è stato eletto rettore dell'Università del Sussex.

## Biografia
È nato a Ealing ed è cresciuto a Hounslow, West London in un ambiente con tendenze razziste.
Conseguì una laurea in marketing al Politecnico di Hatfield (ora Università di Hertfordshire) prima di ottenere un lavoro come un dirigente di marketing della IBM. Ben presto si rese conto che lui preferiva la commedia al marketing e unì le forze con un vecchio amico di scuola, Nitin Sawhney, per avviare una commedia musicale intitolata The Secret indian (non-asiatic) nel 1996, che li portò a conoscere Anil Gupta, produttore di quello che sarebbe diventato Goodness Gracious Me.
Nel 2005 ha sposato l'attrice Meera Syal, con cui ha avuto un figlio, Shaan, nato il 2 dicembre 2005.
Nel febbraio 2009, Bhaskar e altri artisti scrissero una lettera aperta al The Times di Londra, per protestare contro il processo al leader dei Bahá'í, allora detenuto in Iran.
Prima delle elezioni generali nel Regno Unito del 2010, Bhaskar è stato uno dei 48 personaggi famosi che hanno firmato una lettera di protesta contro la politica del Partito Conservatore, attraverso la BBC.
Ha recitato in numerosi film del Regno Unito, come Il guru e Anita and Me. Ha avuto anche un cameo come proprietario di un negozio nella produzione della Yash Raj Films, Jhoom Barabar Jhoom. È apparso come ospite nello show della BBC Top Gear nel 2003.
Come parte della serie della BBC di programmi per il 60º anniversario dell'indipendenza di India e Pakistan, ha girato un documentario con titolo India con Sanjeev Bhaskar con il regista Deep Sehgal, trasmesso nell'agosto 2007.
Il suo primo libro India con Sanjeev Bhaskar, basato sulla serie di documentari, divenne un bestseller del The Sunday Times del 2007. Nel 2008, debuttò in teatro come Re Artù in Spamalot, al Palace Theatre di Londra.

## Filmografia parziale

### Cinema
- Notting Hill, regia di Roger Michell (1999)
- Scoop, regia di Woody Allen (2006)
- Jhoom Barabar Jhoom, regia di Shaad Ali (2007)
- London Boulevard, regia di William Monahan (2010)
- The Zero Theorem - Tutto è vanità (The Zero Theorem), regia di Terry Gilliam (2013)
- Un'occasione da Dio (Absolutely Anything), regia di Terry Jones (2015)
- Paddington 2, regia di Paul King (2017)
- Yesterday, regia di Danny Boyle (2019)
- The Flash, regia di Andy Muschietti (2023)

### Televisione
- Doctor Who – serie TV, episodio 8x12 (2014)
- Good Omens – serie TV, episodio 1x06 (2019)
- The Sandman – serie TV, episodio 1x02 (2022)

## Doppiatori italiani
Nelle versioni in italiano delle opere in cui ha recitato, Sanjeev Bhaskar è stato doppiato da:
- Franco Mannella in Notting Hill, London Boulevard, Yesterday
- Ennio Coltorti in Doctor Who
- Antonio Palumbo in Un'occasione da Dio
- Ezio Conenna in Paddington 2
- Alessio Cigliano in The Sandman
- Gianluca Machelli in The Flash